# Frederick Hart

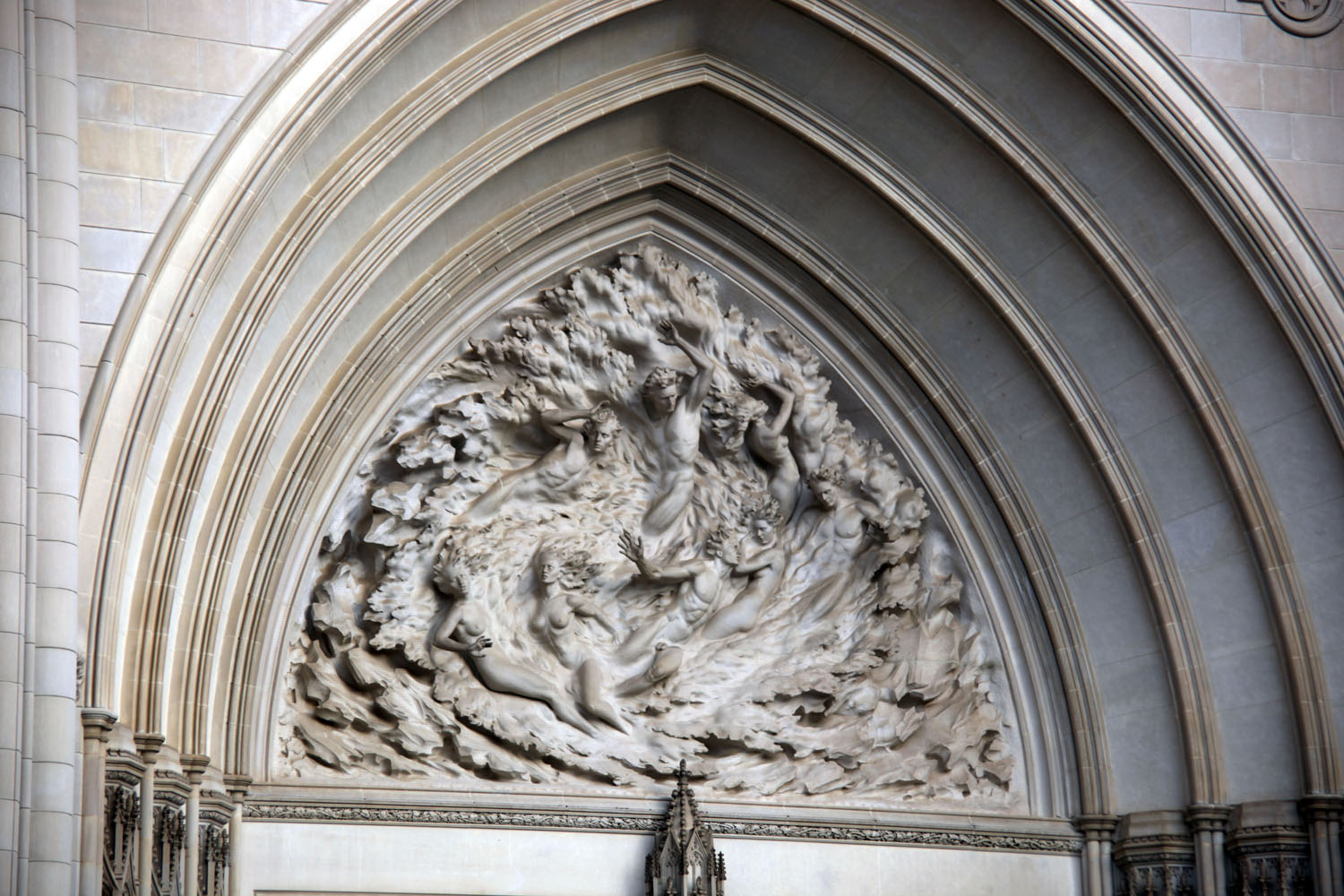
Ex Nihilo (łac. z niczego), rzeźba nad centralnym wejściem w zachodniej fasadzie Katedry Narodowej w Waszyngtonie obrazująca stworzenie człowieka z nicości (cztery kobiety i czterech mężczyzn).

Frederick Elliott Hart (ur. 7 czerwca 1943 w Atlancie, zm. 13 sierpnia 1999 w Baltimore) – amerykański rzeźbiarz, przedstawiciel nurtu realistycznego. Prawdopodobnie najbardziej znany jako twórca rzeźb w zachodniej fasadzie Katedry Narodowej w Waszyngtonie, a także statui Three Soldiers w Vietnam Veterans Memorial, również w Waszyngtonie.
Artysta zmarł 13 sierpnia 1999 w Baltimore na nowotwór płuc.